# Luigi Giuseppe Lasagna
Luigi Giuseppe Lasagna (Montemagno, 4 de març de 1850 - Juiz de Fora, 6 de novembre de 1895) fou un religiós salesià i bisbe italià. Va ser ordenat sacerdot el 8 de juny de 1873, i fou fundador de les obres missioneres salesianes de l'Uruguai i del Brasil.
Comença el seu ministeri missioner a l'Uruguai com a director del Col·legi de Vila Colón. El 1881 va inaugurar una estació meteorològica. Després va fundar una universitat catòlica i una escola d'agricultura. El 1883 va començar el ministeri al Brasil.
Es consagrà bisbe titular d'Oea el 12 de març 1893 pel cardenal Lucido Maria Parocchi.
Va morir el 1895 a Juiz de Fora, amb només 45 anys, víctima d'un accident ferroviari, aixafat per dos trens de l'Estrada de Ferro Central del Brasil. En el mateix accident van morir també set monges, cinc sacerdots i un fogoner.